# Malaguti

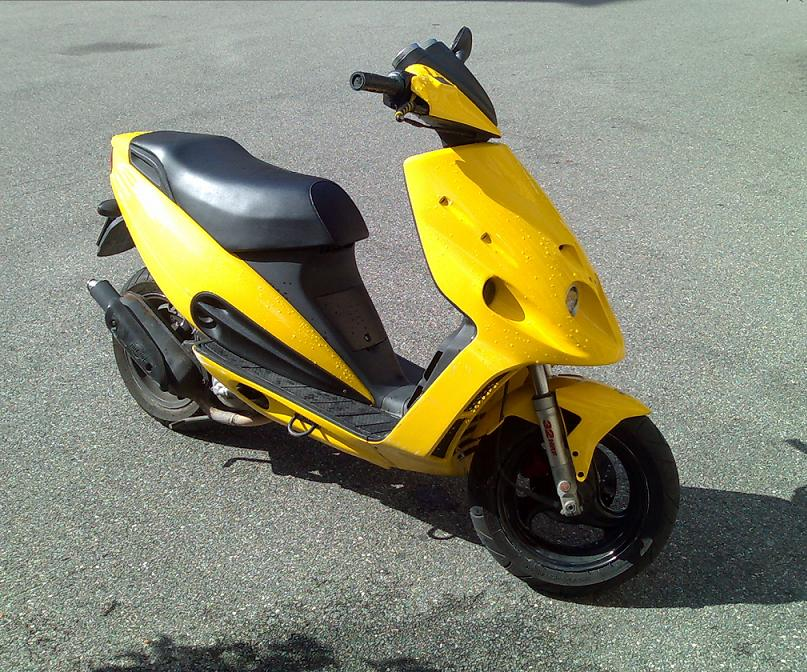
Модель Malaguti Phantom F12

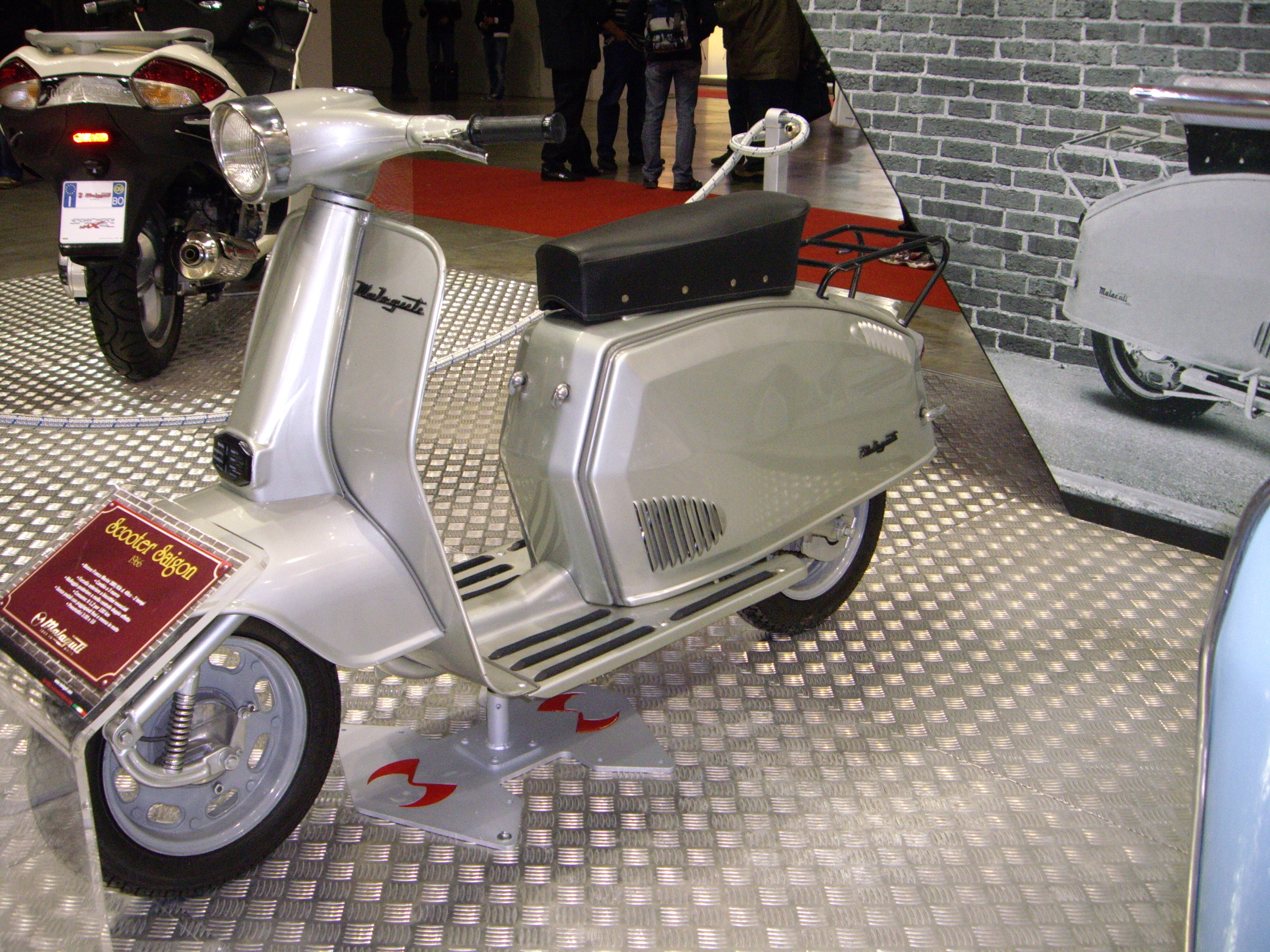
Malaguti Saigon, первый скутер 1966

Malaguti SpA — итальянская компания, производящая скутеры и мопеды. Основана в Болонье в 1930 году Антонино Малагути.

## История

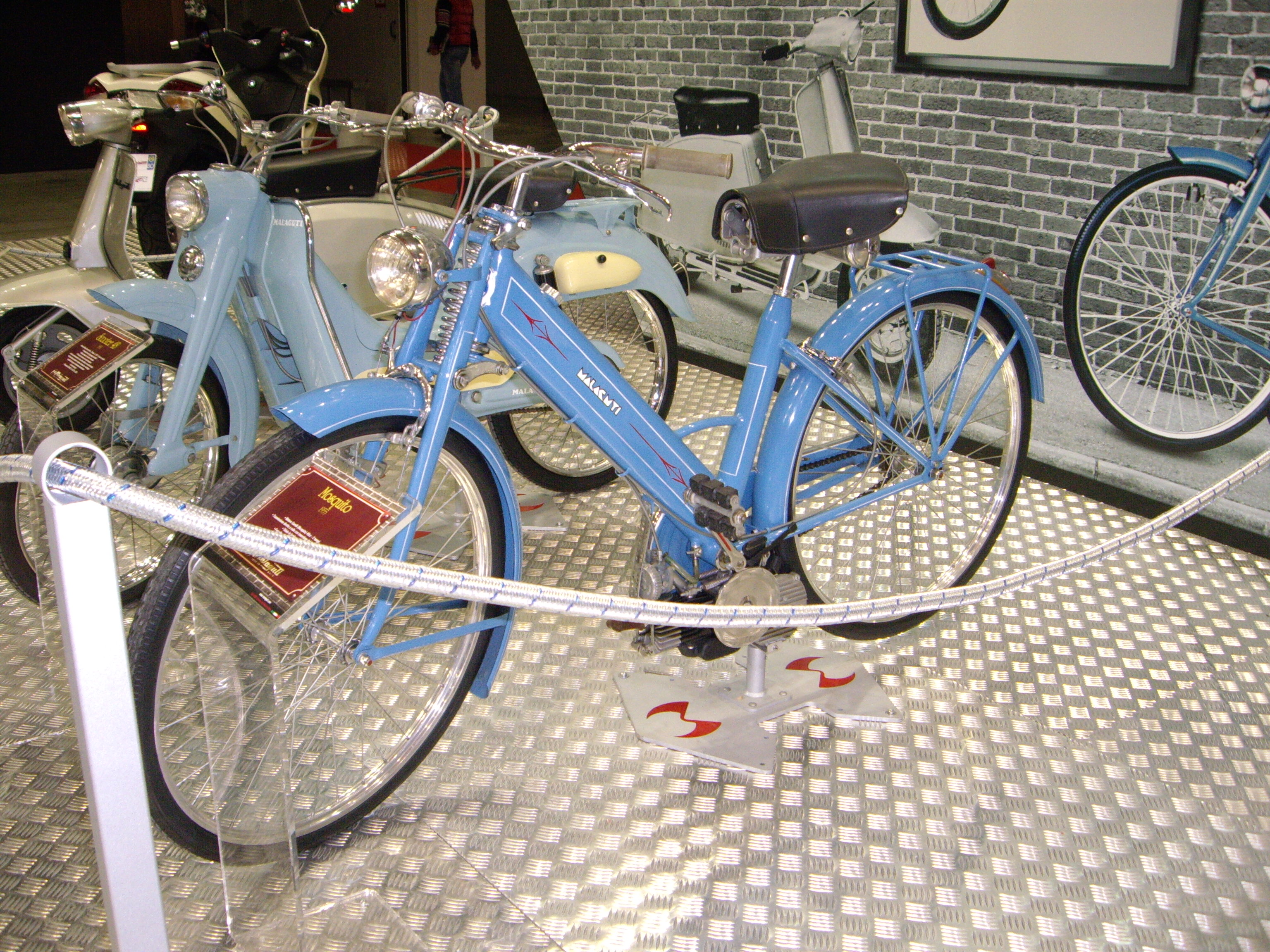
Malaguti «38 Mosquito» 1955

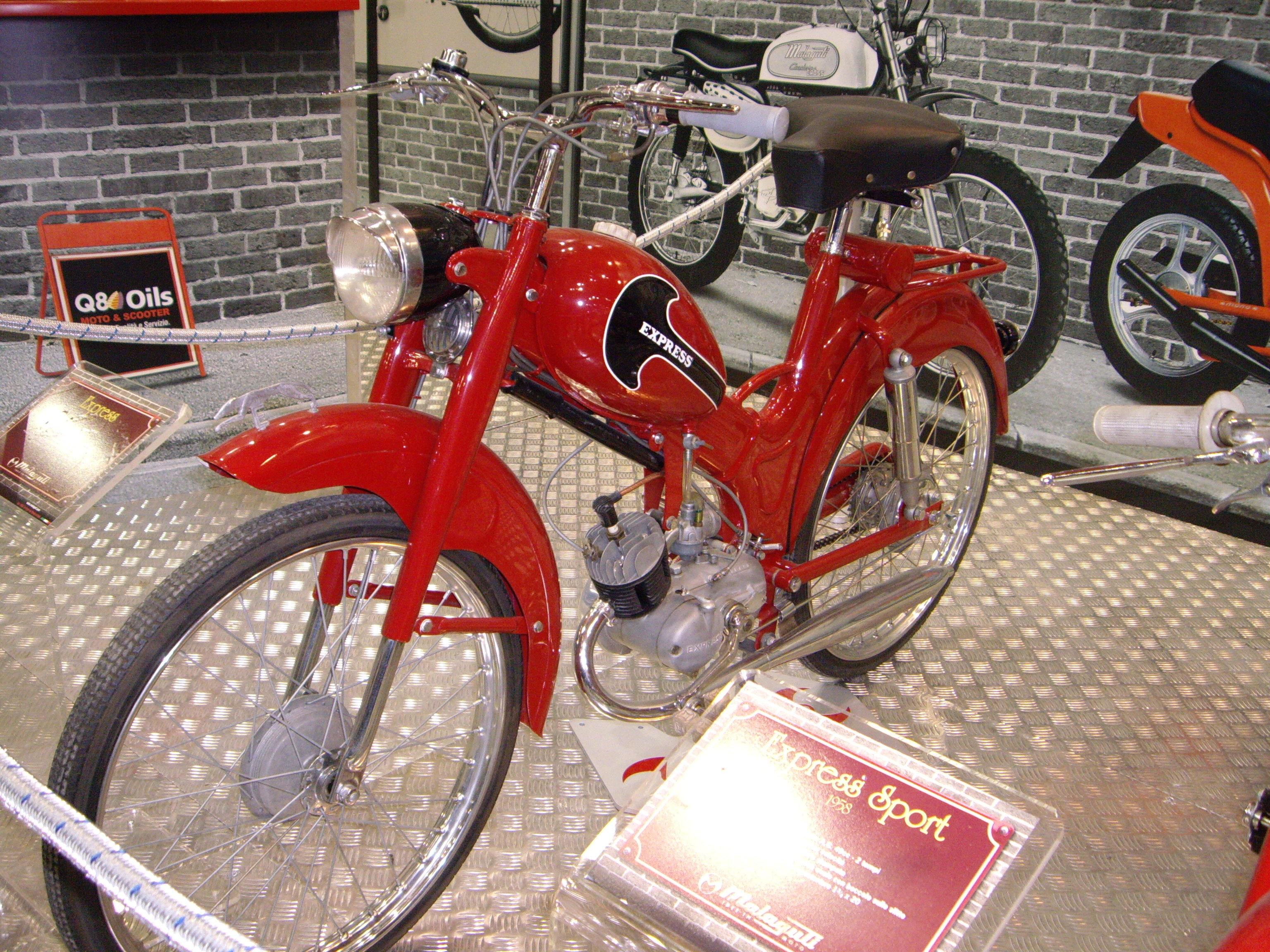
Malaguti «50 Express». 1958

В 1930-х годах Антонино Малагути, двадцатидвухлетний парень, который в середине двадцатых годов был многообещающим молодым велосипедистом, основал небольшую мастерскую по перепродаже и ремонту велосипедов. Малагути вскоре стал производителем велосипедов с популярной продукцией, предназначенной в основном для изготовления предметов для велоспорта. После Второй мировой войны, избежав бомбардировок, компания начала производить мопеды, которые быстро стали основным направлением деятельности компании. Учитывая огромный спрос на послевоенные средства передвижения, в 1949 году компания стала ускоренно развиваться.
До первой половины шестидесятых годов производство Malaguti было направлено исключительно на экономичные мопеды, предназначенные для перевозки вещей и людей, но экономический бум и массовая автомобилизация вынудили руководство компании приступить к конструированию мопедов для отдыха.
В 1960 году фабрика была переведена в Сан-Ладзаро-ди-Савена, недалеко от Болоньи. В течение многих лет компания поддерживала тесные отношения сотрудничества с немецкой автомобильной компанией Sachs, а также установила партнёрские отношения с Yamaha для поставки двигателей для скутеров большего объёма. В начале 2000-х годов компания вложила значительные средства в сектор скутеров среднего и большого размера, запустив в производство многочисленные модели, начиная с малого Malaguti Ciak и заканчивая новым Centro к более крупным Madison , Blog, Password и SpiderMax, разработанным Engines Engineering и оснащённым двигателем Piaggio Master объёмом 500 куб. Мопеды текущего производства оснащаются двигателями Yamaha, Piaggio , Minarelli и Kymco. Malaguti был одним из пионеров в секторе электрических скутеров на итальянском рынке, представив модель Ciak Electric Power в ноябре 2000 года.
В конце 2011 года из-за плохого финансового состояния предприятие объявило о банкротстве и приняло решение о прекращении производства, но в декабре 2012 года оно было частично возобновлено.
В настоящее время основное внимание уделяется обучению, обслуживанию и поставке запасных частей для ранее выпущенных моделей.

## Популярные модели
- F15 Firefox
- F10 Jet Line
- F12 Phantom max
- F18 Warrior
- F15 Super Speed
- Madison 125/200/400
- Madison RS 250
- SpiderMax GT 500
- XTM/XSM 50